# Damir Vrančić
Damir Vrančić (* 4. Oktober 1985 in Slavonski Brod) ist ein bosnischer Fußballspieler.

## Karriere

### Verein
Der Rechtsfüßer Vrančić kam 2002 von Eintracht Frankfurt in die Juniorenabteilung des 1. FSV Mainz 05. Von 2005 bis 2008 gehörte der Mittelfeldspieler dem Profikader der Mainzer an, stand aber nach einer langwierigen Knöchelverletzung erst in der Saison 2006/07 erstmals im Bundesliga-Aufgebot. Nachdem er in der Regionalligamannschaft der 05er einige Monate Spielpraxis gesammelt hatte, debütierte Vrančić am vorletzten Hinrundenspieltag (1:1 bei Borussia Mönchengladbach) in der Bundesliga. In der Saison 2007/08 spielte er eine größere Rolle in der Mannschaft von Trainer Jürgen Klopp, für die er am ersten Spieltag sein erstes Pflichtspieltor im Profifußball im Spiel gegen die TuS Koblenz erzielte. Er wechselte zur Saison 2008/09 zu Borussia Dortmund II. Am 6. Dezember 2008 stand er im Spiel gegen Arminia Bielefeld erstmals bei der Bundesliga-Mannschaft im Kader, wurde jedoch nicht eingesetzt.
Zur Saison 2009/10 ging Vrančić zum damaligen Drittligisten Eintracht Braunschweig, für den er am 25. Juli 2009 gegen den VfL Osnabrück sein Debüt in der Startelf gab. Mit der Eintracht stieg er in der Saison 2010/11 als Meister in die 2. Bundesliga auf. Am 26. April 2013 schoss Vrančić am 31. Spieltag der Zweitligasaison 2012/13 das Braunschweiger Siegtor im Spiel gegen den FC Ingolstadt 04 und besiegelte damit die Rückkehr der Niedersachsen nach 28 Jahren in die Fußball-Bundesliga. In der Saison 2013/14 kam er zu 14 Einsätzen in der Bundesliga. Am Saisonende stieg er mit Eintracht Braunschweig in die Zweitklassigkeit ab. Nachdem er in der Saison 2014/15 noch zu zwölf Einsätzen gekommen war, wurde er in der folgenden Saison noch dreimal eingesetzt. Vrančić' Vertrag bei Eintracht Braunschweig lief bis 2016.
Vor der Saison 2016/17 schloss er sich dem Halleschen FC an, löste den Vertrag aus persönlichen Gründen aber vor Saisonbeginn wieder auf. Am 12. Oktober 2016 verpflichtete  der Oberligist Freie Turnerschaft Braunschweig Vrančić als spielenden Co-Trainer. Mit FT stieg er in die Landesliga ab. In der Saison 2018/19 führte er die Mannschaft mit 16 Toren zur Landesligameisterschaft und zurück in die Oberliga.

### Nationalmannschaft
Ende Mai 2007 wurde Vrančić erstmals in die Nationalmannschaft von Bosnien und Herzegowina eingeladen. Sein Debüt gab er jedoch erst 2012, als er in einem Freundschaftsspiel gegen Irland in der 46. Minute eingewechselt wurde.

## Sonstiges
Sein jüngerer Bruder Mario ist ebenfalls Profifußballer.

## Erfolge
- 2009: Meister der Regionalliga West und Aufstieg in die 3. Liga mit Borussia Dortmund II
- 2011: Meister der 3. Liga und Aufstieg in die 2. Bundesliga mit Eintracht Braunschweig
- 2013: Aufstieg in die Bundesliga mit Eintracht Braunschweig